# سنت-ژرمن-بوله، کبک
سنت-ژرمن-بوله (به فرانسوی: Sainte-Germaine-Boulé) شهری در منطقه شهری آبیتیبی-وست ناحیه آبیتیبی-تمیسکامنگ در استان کبک کانادا است. در سرشماری سال ۲۰۱۱ این شهر ۹۳۹ نفر جمعیت داشته‌است و مساحت آن ۱۰۸٫۴۶ کیلومتر مربع است.